# Deliberazione

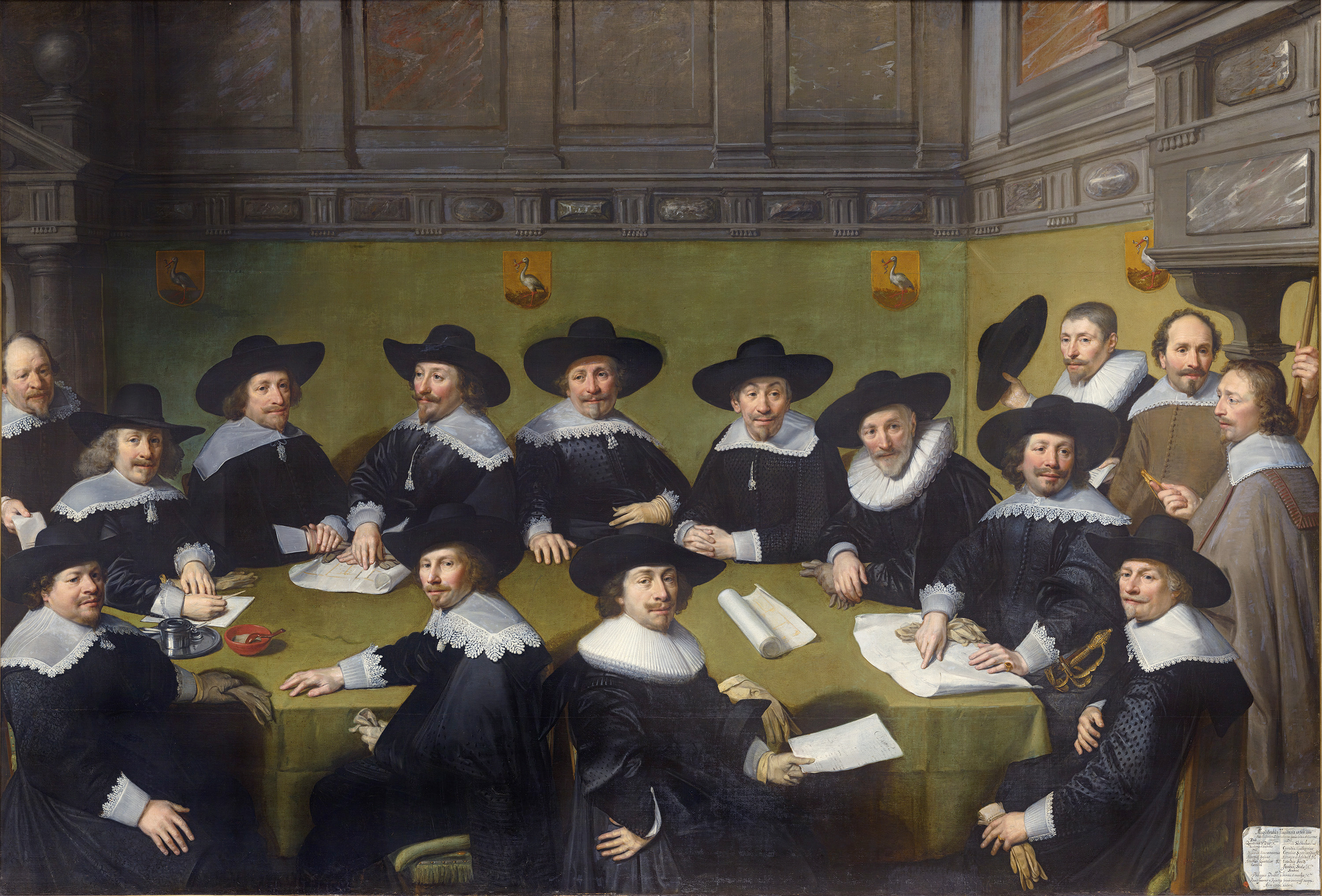
Jan van Ravesteyn, Il consiglio cittadino de L'Aia riunito in delibera, 1636.

Una deliberazione (nel linguaggio comune anche delibera), in diritto, è l'atto giuridico imputato ad un organo collegiale.

## Descrizione
Proprio perché imputata al collegio, ma non alle singole persone che lo compongono, la deliberazione si distingue dalla convenzione, imputata invece ai singoli soggetti che l'hanno conclusa. Inoltre, mentre la convenzione può essere conclusa solo con il consenso di tutte le parti, la deliberazione può essere assunta anche con il consenso di una parte soltanto dei componenti il collegio. Infatti, per la validità della deliberazione, le norme che disciplinano il funzionamento del collegio richiedono che la stessa riceva il voto favorevole di una quota dei componenti (il cosiddetto quorum funzionale) di solito inferiore alla totalità.

### I soggetti
Sono deliberazioni gli atti degli organi collegiali pubblici e privati; secondo la natura e le competenze di tali organi, le loro deliberazioni possono essere atti di diritto privato, atti normativi, provvedimenti o atti endoprocedimentali.

## Nel mondo

### Italia
Nell'ordinamento amministrativo italiano sono particolarmente note le deliberazioni delle giunte e dei consigli regionali, provinciali e comunali. Fino ad un recente passato era adottata con deliberazione di giunta la maggior parte degli atti amministrativi di questi enti. Oggi, invece, a seguito delle riforme amministrative degli anni novanta del secolo  scorso, con deliberazione degli organi politici sono adottati i soli atti di indirizzo politico-amministrativo e gli altri atti riservati a tali organi, mentre i rimanenti atti amministrativi sono di competenza dei dirigenti (e sono per lo più denominati determinazioni o, nel linguaggio corrente, determine). In particolare, sono tuttora approvati con deliberazione i bilanci dell'ente, i regolamenti e gli strumenti di pianificazione (ad esempio i piani regolatori), il cui testo viene allegato alla deliberazione stessa "per farne parte integrante e sostanziale" (secondo la formula tradizionalmente utilizzata).